# グリゴリー・ペトロフスキー (政治家)
グリゴリー・イヴァノヴィチ・ペトロフスキー（ロシア語: Григорий Иванович Петровский; ウクライナ語: Григорій Іванович Петровський, 1878年1月23日 - 1958年1月9日）は、ウクライナ人の革命家。ソビエト連邦中央執行委員会議長（1922-1938年)。

## 経歴
グリゴリー・ペトロフスキーは、人生の大半を現役の政治家として活動し続けた。彼の政治歴の始まりは、1897年にロシア社会民主労働党に参加したときである。ボリシェヴィキ派の同志が起訴・追放され始めた1914年11月まで、彼はボリシェヴィキ革命家であった。
十月革命後の1917年11月30日、ペトロフスキーは内務人民委員に任命され、1919年3月1日まで務めた。この職にあって、彼はチェカ活動の監督者であり、また赤色テロの主唱者の一人でもあった。彼はその命令書において「数多くの人質を、ブルジョワジーから取るように。抵抗する場合は、これらの人質はまとめて射殺せよ…。テロの適用に情けは無用である」と書いている。
1922年12月30日、彼はウクライナ共和国代表としてソ連中央執行委員会議長の1人となった。ペトロフスキーは自身のことを国際主義者と見なし、ウクライナ民族主義を否定した。1938年1月12日、ソ連最高会議幹部会副議長に選出されるまで、議長職に留まった。
スターリンの大粛清においては、彼は粛清されることはなかったが、コシオール、チュバーリ、スホムリン等の親しい友人の処刑に衝撃を受け、嘆き悲しんだ。ソ連が彼の60歳の誕生日を祝賀した直後、彼はヨシフ・スターリンより尋問された。「我々は君のような人間を撃ち殺してきたが、君は助けられるだろう」と、誰かが言ったのか、と。そして共産党から除名され、ダーチャとアパートを追い出された。仕事のないまま1年が過ぎた後、彼は1940年、モスクワのソ連革命博物館館長となり、二度と政界に復帰することはなかった。大祖国戦争中、息子レオニードが戦死した後、獄中の息子ピョートルを釈放するようスターリンに手紙で頼んだ。しかし、彼は間もなく銃殺刑に処された。
1953年にスターリンが死去すると、公式に名誉回復こそされなかったものの、1956年のソビエト共産党第20回大会に招待されるなど一定の評価を回復することができた。ペトロフスキーは1958年に死去した。ペトロフスキーの遺体は、モスクワ（ロシアの首都）のクレムリンの壁近くに埋葬された。

## 遺産
ドニプロペトロウシク州及び、ドニプロペトロウシク市（過去の名はエカチェリノスラフ）は1926年、ペトロフスキーに因んで改名された。何人かのウクライナ人は、1991年ウクライナが独立したことに伴い、市を再改名すべきと考えていた。
2014年のウクライナ危機後、反ロシア・反共産主義感情の高まりを背景に、市の名称に革命家ペトロフスキーの名がつけられていることに対して「共産的だ」と反発する声がウクライナ最高議会であがり、2016年5月、議会は同市をドニプロ市へと改称することを決定した。ただし、ドニプロペトロウシク州の改称はウクライナ憲法の改正が必要であるため実行されていない。

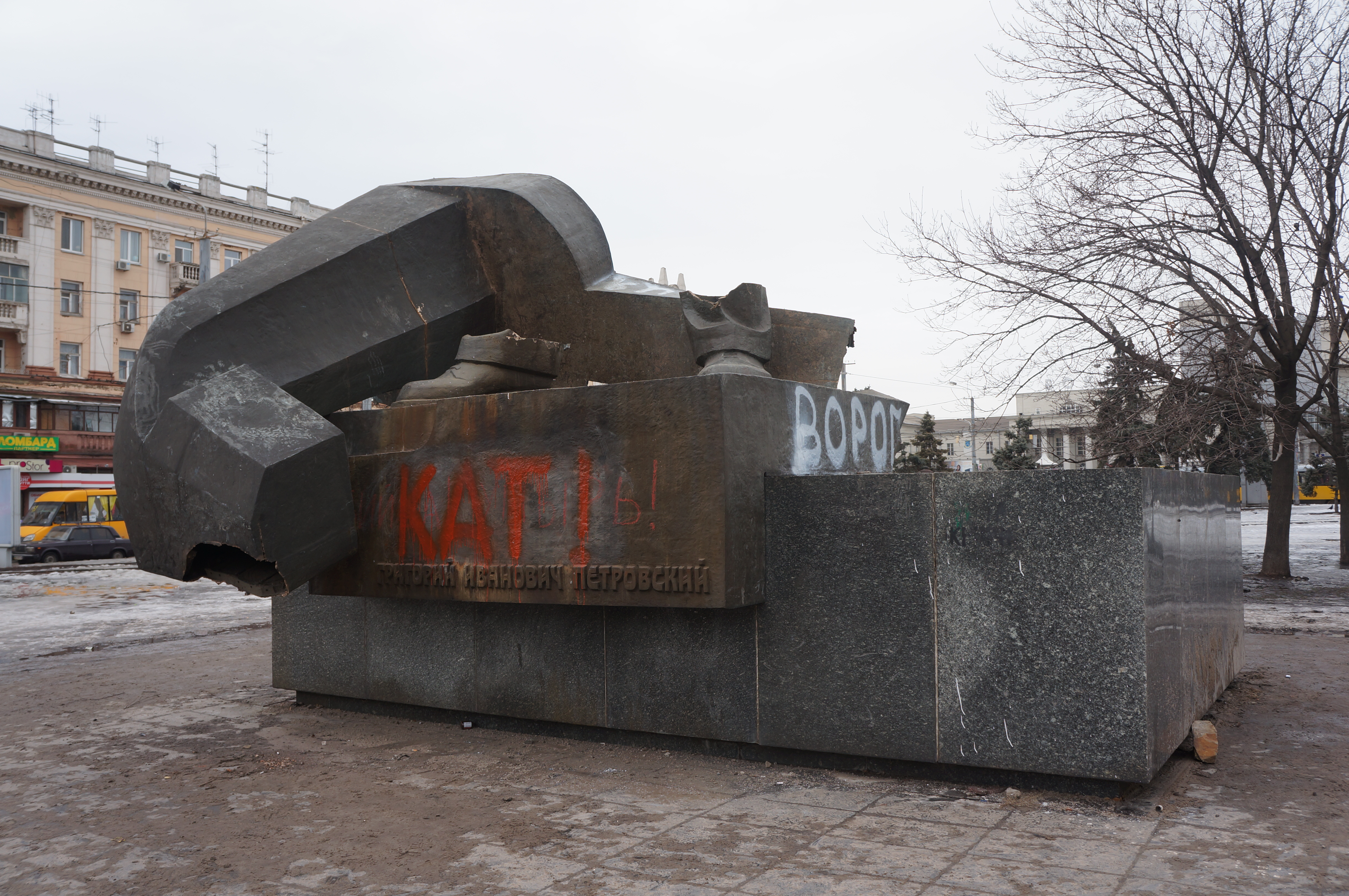
破壊されたペトロフスキーの彫像 (2016年)

ウクライナの首都キエフにあるペトロフスキーの彫像は、2009年11月25日、年1度のホロドモール犠牲者追悼記念日の数日前に取り壊された。ウクライナ大統領ヴィクトル・ユシチェンコは、「ホロドモール犠牲者の記念日に」、ソ連指導者のモニュメント撤去を命じる政令を発している。地元の歴史家たちは、ペトロフスキー及びウクライナ共産党指導者ラーザリ・カガノーヴィチこそが、ウクライナにおけるスターリン政策の主要な実行者と考えている。その他に、例えばホロドモール調査委員会メンバー Vasyl Marochko のような歴史家は、ペトロフスキーは飢餓の広がりを知ったとき、さらなる食料をウクライナに供給するよう、2度に渡りスターリンに嘆願したが、しかしこの要請は無視された、と述べている。
親露派のドネツク人民共和国のドネツク市には、現在もペトロフスキーの彫像が残っている。